# Caifanes
Caifanes est un groupe de rock alternatif mexicain, originaire de Mexico. Créée en 1987, la formation initiale de Caifanes se compose de Saúl Hernández (chant et guitare), Sabo Romo (basse), Diego Herrera (clavier) et Alfonso André (batterie). Ils arrivent finalement à RCA Ariola, les singles Mátenme porque me muero, La Negra tomasa et Perdí mi ojo de venado extraits de l'album ont commencé à passer faiblement à la radio.
En 1990, ils commencent à enregistrer un second album appelé Caifanes II. En 1992, ils commencent à enregistrer El Silencio, un album produit par Adrian Belew, qui a collaboré avec divers groupes comme King Crimson. En 1994, ils sortent l'album El Nervio del volcán. Le groupe se sépare en 1995 et revient en 2011.

## Biographie

### Origines
Les origines de Caifanes sont, en partie, retracées au sein d'un autre groupe mexicain appelé Las Insólitas Imágenes de Aurora. Celui-ci est formé en 1984 à l'initiative d'Alejandro Marcovich à la demande de son frère Carlos, qui étudiait alors le cinéma et avait besoin d'argent pour développer sa thèse et ainsi obtenir son diplôme professionnel. À cette période, Carlos demande à son frère d'organiser une fête avec un groupe musical sur scène. Alejandro cherche d'autres musiciens pour rejoindre son nouveau groupe : il recrute alors Alfonso André, ami batteur de son frère Carlos, et Saúl Hernández, qui faisait pour le moment partie d'un autre groupe appelé Frac, et qui a initialement refusé de participer au groupe ; deux jours avant la date prévue pour la fête, Saúl changera d'avis et commencera à répéter avec Alfonso et Alejandro. Officiellement, Las Insólitas (comme ils se font communément appelés) n'ont pas de discographie connue. 
Vers 1986, Saúl s'unit à d'autres musiciens. Cependant, des tensions entre Saúl et Alejandro font surface et le groupe se sépare, un événement qui donnera par la suite naissance à Caifanes.

### Débuts
Après la séparation de Las Insólitas, chacun des membres se consacrent à différents projets. Alejandro Marcovich rejoint le groupe Laureano Brizuela, tandis qu'Alfonso André rejoint temporairement le groupe Bon y los Enemigos del Silencio. Entretemps, Saúl Hernández et Diego Herrera préparent un projet musical appelé Caifanes. Dans la langue urbaine, un « Caifán » désigne quelqu'un qui résiste à la tromperie et au matérialisme, et cherche la paix intérieure. Par conséquent, sa vision de la vie est toujours celle d'un abîme, mais un abîme peuplé de prodiges. Dans les années 1940, comme dans les années 1990, « Caifán » signifie littéralement « non-conformé ».
Caifanes est formé en janvier 1987 par Saúl Hernández (voix et guitare), Sabo Romo (basse), Diego Herrera (claviers et saxophone) et Juan Carlos Novelo (batterie). Leur première performance s'effectue le 11 avril 1987 au Rockotitlán, aux côtés de Jorge « El Gato » Arce (membre du groupe Ritmo Peligros) à la batterie en remplacement de Juan Carlos Novelo. Après une deuxième performance, Juan Carlos Novelo décide de quitter le groupe, et Alfonso André (batterie et percussions) devient membre officiel. Plus tard, Santiago Ojeda (guitare) rejoint le groupe pour une courte période, puis forme le groupe La Gran Vía, pour finalement former un quatuor avec Saúl, Diego, Sabo et Alfonso.
Avec l'émergence significative de groupes espagnols et argentin, le label mexicain Rock en tu Idioma décide de soutenir les groupes qui pullulaient depuis longtemps dans les bars et les clubs du Mexique. En 1988, Caifanes commence à se populariser localement, sans compter sa popularité déjà engendrée à l'époque sous le nom de Las Insólitas Imágenes de Aurora. Cependant, malgré un budget déjà acquis pour l'enregistrement d'un premier album, le groupe ne parvient à enregistrer qu'une démo quatre pistes comprenant Mátenme porque me muero, Nada, Será por eso et Amanece. Leurs premiers pas, non concrets, dans une maison de disques se font chez CBS México, pour lequel le directeur général s'intéressera à leur aspect gothique semblable au style post-punk de cette époque. Cependant, bien qu'il ait attentivement écouté la cassette du groupe qu'il trouvait à son goût, le directeur général refusera de leur faire signer un contrat arguant que « chez CBS, notre métier c'est de vendre des disques, pas des cercueils. » Pendant un moment, le groupe, frustré par tant de recherches, avait reçu un soutien temporaire de CBS. 
Finalement, Caifanes conclut un contrat avec la firme RCA Ariola. Leur premier album, l'homonyme Caifanes, est publié en août 1988, accompagné d'un premier single Mátenme porque me muero. Les autres singles incluent Viento, Amanece et Cuéntame tu vida. En décembre 1988, ils sortent l'EP La Negra Tomasa à México.

### Quintette et séparation

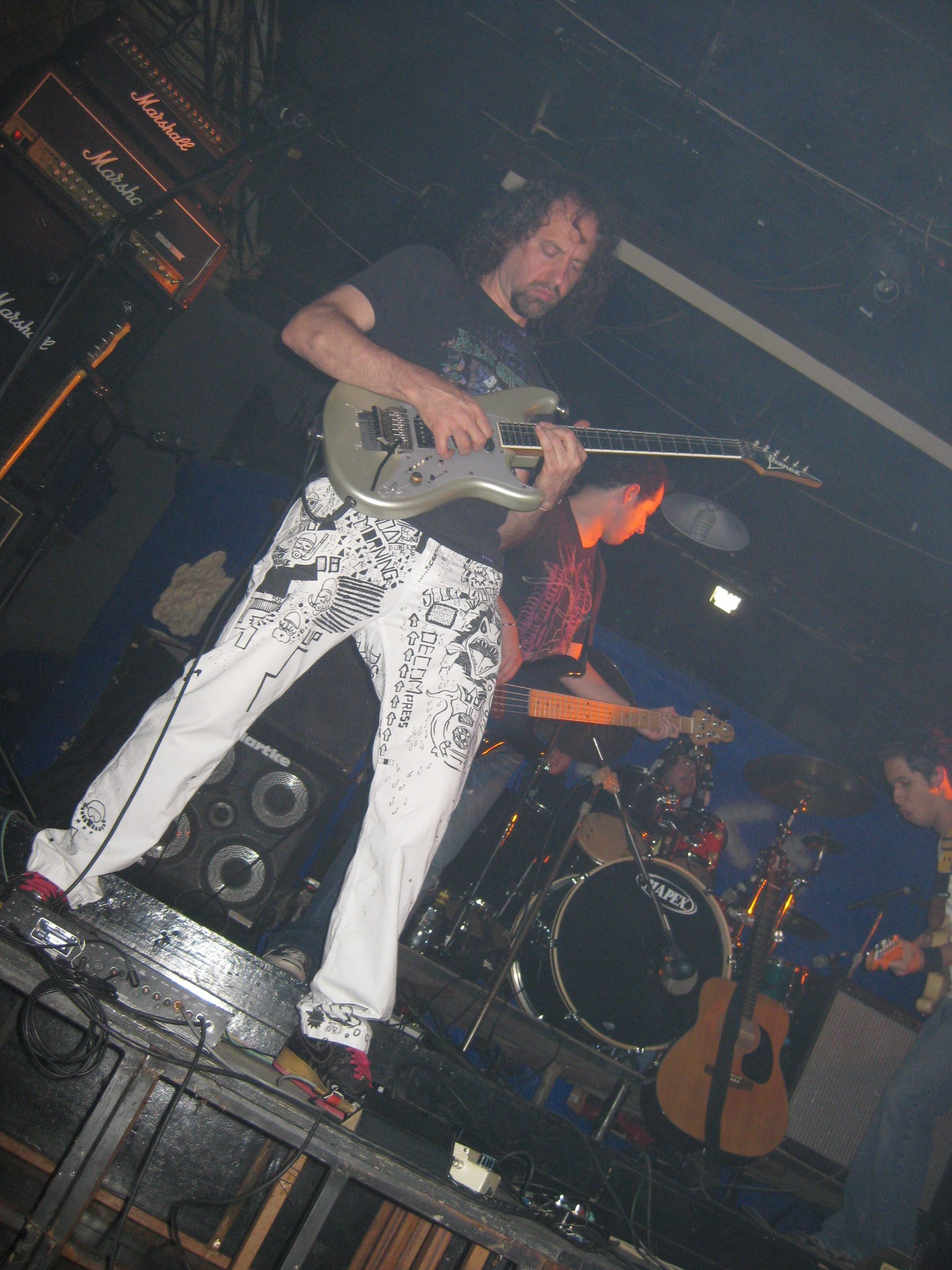
Alejandro Marcovich est le dernier à incarner Caifanes en 1989.

En septembre 1989, le guitariste Alejandro Marcovich rejoint le groupe, qui se consolide désormais comme quintette. Le groupe part à New York pour enregistrer son deuxième album, toujours sous la direction d'Oscar López en collaboration avec Gustavo Santaolalla, Cachorro López et Daniel Freiberg. Le résultat s'intitule Volumen II, mieux connu sous le nom de El Diablito (la couverture de l'album représentant un diable qui se souvient d'une carte de loterie, accompagnée d'une légende qui dit El Diablito (« petit diable »). 
Plus tard, ils partent pour le Wisconsin enregistrer avec Adrian Belew et, ainsi, sortir en 1992, El Silencio. L'album inclut une grande partie du répertoire classique de Caifanes. Avant la sortie de El Silencio, The Cure, à cette période en tournée au Mexique demande à Caifanes d'ouvrir pour eux, ce que le groupe refuse souhaitant d'abord publier son album. Encore à cette période, le groupe trouve déjà le succès au Mexique, en Amérique centrale, et dans certains pays d'Amérique du Sud. En août 1992, ils jouent au sein d'un Hollywood Palladium rempli à Los Angeles.
En avril 1993, ils jouent à guichet fermé au Palacio de los Deportes de México, un exploit qu'aucun autre groupe de rock mexicain n'a atteint jusqu'à présent avec Santa Sabina en première partie. Après de nombreuses rumeurs de séparation du groupe dans les médias mexicains, le groupe annonce sa séparation. Après la séparation du groupe, Saúl Hernández tente de se remettre d'une bronchite aiguë puis invite par la suite Alfonso André à former un nouveau groupe, qui deviendra Jaguares.

### Retour
Le 14 décembre 2010, le groupe annonce son retour pour jouer au festival Vive Latino en 2011. Le 9 avril 2011, le groupe joue à la dernière édition du Festival Vive Latino, devant 70 000 spectateurs.

## Membres

### Membres actuels
- Saúl Hernández – chant, guitare (1987–1995, depuis 2011)
- Sabo Romo – basse (1987-1993, depuis 2011)
- Alfonso André – batterie (1987-1995, depuis 2011)
- Diego Herrera – claviers (1987-1993, depuis 2011)

### Membre de tournée
- Alejandro Marcovich - guitare solo (1989-1995, 2011-2014)

### Anciens membres
- Rodrigo Baills - guitare (2014)
- Chucho Merchán - basse (2013, 2016)
- Yann Zaragoza - claviers (1993-1995)
- Federico Fong - basse (1993-1995)
- Stu Hamm - basse (1993)
- Jorge « El Gato » Arce - batterie (1987)
- Santiago Ojeda - guitare (1987)

## Discographie
- 1988 : Caifanes I
- 1990 : El Diablito
- 1992 : El Silencio
- 1994 : El Nervio del volcán